# Steblová skala
Steblová skala je přírodní rezervace v oblasti Cerová vrchovina.
Nachází se v katastrálním území obce Gemerské Dechtáre a Hajnáčka v okrese Rimavská Sobota v Banskobystrickém kraji. Území bylo vyhlášeno či novelizováno v roce 2000 na rozloze 37,3700 ha. Ochranné pásmo nebylo stanoveno.
Přírodní rezervace je vyhlášena na ochranu lesních, lesostepních a stepních biotopů Cerové vrchoviny, na které se váže výskyt mnoha chráněných druhů fauny a flóry. Ukázkově je vypreparován vulkanický útvar sopečného komína, čedičové žíly a výlevy a zachovalá sloupovitá odlučnost čediče.